# Courant if
 (septembre 2010).
Si vous disposez d'ouvrages ou d'articles de référence ou si vous connaissez des sites web de qualité traitant du thème abordé ici, merci de compléter l'article en donnant les références utiles à sa vérifiabilité et en les liant à la section « Notes et références ».
Le courant If (dit funny current) permet la conduction sodique (courant cationique entrant sodique) et module la fréquence cardiaque. Il est activé par l'hyperpolarisation membranaire et est particulièrement présent dans les cellules sinusales à activité pace maker (automatiques et régulatrices du rythme cardiaque).
Les canaux If sont activés par des impulsions hyperpolarisantes entre - 50 mV et -120 mV : cet intervalle représente la gamme d'activation du canal. Plus la membrane est polarisée (ou hyperpolarisée), plus l'amplitude du courant est importante. Le canal est régulé directement par le taux d'AMPc intracellulaire. Lorsque la membrane est repolarisée voire hyperpolarisée à l'issue du potentiel d'action, le cycle repart de nouveau à la suite de l'ouverture des canaux If, permettant ainsi l'auto-rythmicité des cellules sans qu'il y ait besoin d'un influx nerveux.
Le courant If est dit « fermé » s'il y a stimulation du système parasympathique (acétylcholine) via des récepteurs muscariniques qui inhibent la protéine G et qui diminue la concentration d'AMPc, il y aura donc une hyperpolarisation
Le courant If peut être inhibé par certaines substances par exemple l'ivabradine. Cette inhibition provoque un blocage du système sympathique et des effets myocardiques tels que des effets chronotrope négatif, mais pas inotrope négatif. Les bétabloquants sont utilisés dans de nombreux cas tels que l'ischémie myocardique, angor, HTA, etc.